# Hiragana
Hiragana (平仮名 / ひらがな) er en japansk stavelsesskrift (nærmere betegnet moraskrift), der sammen med kanji og katakana bruges til at skrive japansk med. Hvert tegn står enten for en vokal eller en konsonant med efterfølgende vokal, med undtagelse af det senere tilføjede tegn  (ん n), der er en nasal.

## Brug
I en typisk japansk sætning bruges de tre forskellige sæt skrifttegn indimellem hinanden for forskelige ting. Navneord skrives typisk med kanji, der er tegn af kinesisk oprindelse og som der findes i tusindvis. Er der tale om låneord benyttes dog katakana, der er en stavelsesskrift ligesom hiragana og med samme grundlæggende opbygning. Ved verber skrives stammen i ordet typisk med kanji, mens den efterfølgende grammatiske del skrives med hiragana (japansk er et agglutinerende sprog). Til grammatikken hører også udsagnsord som suru og aru, der stort set aldrig skrives med kanji, selvom der faktisk findes for disse ord. Partikler skrives også med hiragana.
I japanske kanji-ordbøger skrives den japanske læsemåde kun-yomi for de enkelte kanji med hiragana, mens den traditionelle kinesiske læsemåde on-yomi skrives med katakana. Hiragana bruges desuden til at vise læsemåden for sjældne kanji eller usædvanlige læsemåder for kanji. Ved vandret skrift står hiragana over de pågældende kanji, mens de ved lodret skrift står til højre for. Denne angivelse af læsemåde kaldes for furigana. Furigana bruges bl.a. i skolebøger til mellemniveau og bøger, der er tiltænkt et bredt publikum. I mangaer til et ældre publikum kan det bruges ved personnavne første gang de optræder, mens det ved yngre publikum bruges ved alle kanji, da mange af disse læsere endnu ikke vil have lært de mange kanji. I videnskabelige artikler og leksika bruges ligeledes furigana første gang, et navn optræder.
I modsætning til et alfabet findes der ingen bestemt rækkefølge for de japanske stavelser. I praksis bruge dog ofte gojuuon, der er et system med 50 stavelser, men der findes også andre systemer som det gamle Iroha-digt.
Hiragana er de første skrifttegn, som de japanske skolebørn lærer. Bedre grundskoler forlanger, at børnene allerede kender hiragana, når de starter, og derfor lærer mange af dem allerede hiragana i børnehaven. Børnebøger skrives udelukkende med hiragana eller benytter kun få enkle kanji, der er forsynet med læsemåden i furigana.

## Tegnene
Den grundlæggende del af hiragana kommer fra et sæt, der oprindelig bestod af 50 skrifttegn, hvoraf de 45 stadig er i daglig brug. Dertil kommer så ん, der kom til senere.
Derudover findes der to diakritiske tegn: Med dakuten (゛) ændres en ustemt konsonant til stemt, k→g, t→d, s→z og h→b. Tilsvarende ændrer handakuten (゜) et h til et p. I Heian-perioden hvor hiragana blev udviklet blev konsonanterne i h-rækken nærmest udtalt som p, men som følge af en lydforskydning blev konsonanten stadigt svagere. Handakuten markerer derfor så at sige den oprindelige udtale.
Udvalget af stavelser bliver udvidet yderligere med tilføjelser af små ya, yu og yo til hiragana-tegnene i i-kolonnen. Med dem bliver vokalen i ændret til et j. Stavelserne der kommer ud af det kaldes på japansk for youon.
Et lille tsu っ, kaldet sokuen, fordobler den efterfølgende konsonant.
Ved gengivelse af talesprog, som man finder det i mangaer og triviallitteratur, bliver langtrukne lyde ofte repræsenteret af en lille vokal (はぁ, ねぇ). Unge japanere bruger det også, når de skriver e-mails til hinanden med deres mobiltelefoner. I regelret japansk findes den slags stavelser derimod ikke.
Efter skriftreformer i 1900 og 1945 bruges de to hiragana ゐ wi og ゑ we ikke længere officielt. う u med dakuten (ゔ) blev indført for nogle årtier siden for at gengive w ([βu]) i fremmedord som i f.eks. Venus (ヴィーナス). Da låneord imidlertid for det meste skrives med katakana, bruges det dog i praksis ikke ved hiragana.

## Tabel med alle hiragana
Tabellen viser hiragana sammen med deres Hepburn transskription. Forældede kana vises med rødt. Der er 104 tegn.
| vokaler | vokaler | vokaler | vokaler | vokaler | yōon      | yōon      | yōon      |
| あ a    | い i    | う u    | え e    | お o    | (ya)      | (yu)      | (yo)      |
|         |         |         |         |         |           |           |           |
| か ka   | き ki   | く ku   | け ke   | こ ko   | きゃ kya  | きゅ kyu  | きょ kyo  |
| さ sa   | し shi  | す su   | せ se   | そ so   | しゃ sha  | しゅ shu  | しょ sho  |
| た ta   | ち chi  | つ tsu  | て te   | と to   | ちゃ cha  | ちゅ chu  | ちょ cho  |
| な na   | に ni   | ぬ nu   | ね ne   | の no   | にゃ nya  | にゅ nyu  | にょ nyo  |
| は ha   | ひ hi   | ふ fu   | へ he   | ほ ho   | ひゃ hya  | ひゅ hyu  | ひょ hyo  |
| ま ma   | み mi   | む mu   | め me   | も mo   | みゃ mya  | みゅ myu  | みょ myo  |
| や ya   |         | ゆ yu   |         | よ yo   |           |           |           |
| ら ra   | り ri   | る ru   | れ re   | ろ ro   | りゃ rya  | りゅ ryu  | りょ ryo  |
| わ wa   | ゐ wi   |         | ゑ we   | を o/wo |           |           |           |
|         |         |         |         | ん n    |           |           |           |
|         |         |         |         |         |           |           |           |
| が ga   | ぎ gi   | ぐ gu   | げ ge   | ご go   | ぎゃ gya  | ぎゅ gyu  | ぎょ gyo  |
| ざ za   | じ ji   | ず zu   | ぜ ze   | ぞ zo   | じゃ ja   | じゅ ju   | じょ jo   |
| だ da   | ぢ (ji) | づ (zu) | で de   | ど do   | ぢゃ (ja) | ぢゅ (ju) | ぢょ (jo) |
| ば ba   | び bi   | ぶ bu   | べ be   | ぼ bo   | びゃ bya  | びゅ byu  | びょ byo  |
| ぱ pa   | ぴ pi   | ぷ pu   | ぺ pe   | ぽ po   | ぴゃ pya  | ぴゅ pyu  | ぴょ pyo  |

Lyden ti skrives てぃ, men da den kun findes i låneord, skrives den normalt kun i katakana.
Kombinationerne にゃ, にゅ og にょ må ikke forveksles med んや, んゆ, og んよ. Kombinationerne af に med en y kana udgør hver især, kun en stavelse, mens ん efterfulgt af en stor y kana udgør to separate stavelser.
Forskellen kan illustreres med 加入者 (かにゅう ka-nyu-u, "deltager"), og 勧誘 (かんゆう ka-n-yu-u, "invitation").
I Hepburn vises forskellen med en apostrof: kanyuu og kan'yuu.

## Ortografi
Efter skriftreformerne i 1900 og 1945 bliver japansk eller i det mindste hiragana og katakana skrevet, som det bliver udtalt. Undtagelserne der bekræfter reglen er partiklerne は,を og へ, der skrives som ha, wo og he, men udtales wa, o og e. I disse tre tilfælde har man beholdt den historiske skrivemåde, selvom udtalen har ændret sig siden det 8. århundrede.
Den japanske ortografi (仮名遣い kanazukai) er sværere, når det gælder okurigana, dvs. ord der skrives med både kanji og hiragana, typisk udsagnsord. Her er det også et problem, at mange kanji kan læses på flere måder, mens forskellige udsagnsord kan skrives med samme kanji. Eksempler på det er parrene 乗る noru "at stige ind" og 乗せる noseru "at tage ombord" eller 行く iku "at gå" 行う okonau "(omtrent) at lade finde sted / at foranstalte".
Der findes to forskellige hiragana for ji (じ og ぢ) og for zu (ず og づ), men man kan dog ikke veksle frit imellem dem. Normalt bruges じ for ji og ず for zu, men der er undtagelser. Hvis en stavelse først bliver stemt med rendaku, bliver den oprindelige stavelse forsynet med dakuten. F.eks. bliver kanjien 血 "blod" læst som ち chi, når det står alene. I det sammensatte ord 鼻血 "næseblod" bliver den anden stavelse stemt og bliver altså læst som hanaji og skrevet はなぢ, hvorved ち bliver bibeholdt.
I enkelte ord, der læses med læsemåden kun-yomi, optræder kombinationerne chiji eller tsuzu. I disse tilfælde bliver skrifttegnet for den første stavelse gentaget med en dakuten, når det skrives med hiragana. Eksempler på det er chijimeru 縮める "forkorte" og tsuzuku 続く "vare ved".
Chouon (ー), der er en streg, der bruges til angive lange vokaler, bruges ifølge de officielle regler for ortografi kun ved katakana, men i praksis finder man dog alligevel skilte som らーめん (Raamen), der bruger det sammen med hiragana. Også mangaer ignorerer som regel denne regel.
Slutteligt skal bemærkes at ん n aldrig kan bruges i begyndelsen af et ord.

## Historie
Både hiragana og katakana blev udviklet fra manyougana, et udvalg af kinesiske skriftegn der blev benyttet efter udtale og ikke efter betydning. Katakana blev udviklet ved at undlade dele af tegnene fra den regulære skivemåde, der også gjaldt som "mandeskrift" (男手 otokode). Hiragana blev udviklet samtidig men fra den æstetiske svungne kursive skrift, også kaldet "kvindeskrift" (女手 onnade). I den kursive skrift flyder de enkelte streger i et tegn sammen til et eneste, hvilket man stadig kan genkende i de nutidige hiragana.
Skråskriften blev plejet af hofdamerne i Heian-kyou, og deres litterære værker som Genji Monogatari er skrevet med kanji og hiragana. Senere blev hiragana også benyttet af mænd og blev især brug til personlige optegnelser og korrespondance, mens officielle dokumenter blev skrevet med kanji og katakana.
I Edo-perioden blev en selvstændig litterær genre udviklet, der udelukkende blev skrevet med hiragana, kanahon og kanazoushi, og som havde til formål at underholde den voksende befolkning i byerne. Ved hjælp af tempelskolerne (terakoya) var der på den tid forholdsvis mange japanerne, der kunne læse, man skønner at omkring 1850 kunne 50 % af mændene og 20 % af kvinderne læse, i det mindste hiragana.
Med skriftreformerne i 1900 og 1945 fik det japanske sprog sin nuværende udformning. Hiragana blev standard for okurigana og partikler, mens katakana blev reduceret til transskriptioner og andre særlige opgaver.
Skriftreformen i 1900 fik også andre følger: de små udgaver af stavelserne ya, yu, yo og tsu blev indført. Samtidig fik man løst det problem at de historiske hiragana ikke var helt entydige. For mange stavelser havde der således eksisteret flere tegn, men med reformen blev systemet standardiseret. De afvigende tegn kaldes siden for hentaigana. I almindelig skrift spiller hentaigana ingen rolle mere, men man finder dem jævnligt på skilte for restauranter med traditionelt japansk køkken og på håndskrevne dokumenter fra japanske traditionsforeninger.

## Hiragana i Unicode
I Unicode er hiragana placeret mellem U+3040 og U+309F:
|        | 0  | 1  | 2  | 3  | 4  | 5  | 6  | 7  | 8  | 9  | A  | B  | C  | D  | E  | F  |
| U+304x | ぁ | あ | ぃ | い | ぅ | う | ぇ | え | ぉ | お | か | が | き | ぎ | く |    |
| U+305x | ぐ | け | げ | こ | ご | さ | ざ | し | じ | す | ず | せ | ぜ | そ | ぞ | た |
| U+306x | だ | ち | ぢ | っ | つ | づ | て | で | と | ど | な | に | ぬ | ね | の | は |
| U+307x | ば | ぱ | ひ | び | ぴ | ふ | ぶ | ぷ | へ | べ | ぺ | ほ | ぼ | ぽ | ま | み |
| U+308x | む | め | も | ゃ | や | ゅ | ゆ | ょ | よ | ら | り | る | れ | ろ | ゎ | わ |
| U+309x | ゐ | ゑ | を | ん | ゔ | ゕ | ゖ | ゙   | ゚   | ゛ | ゜ | ゝ | ゞ | ゟ |    |    |

Hiragana-blokken indeholder alle de hiragana-tegn, der bruges i nutiden, inklusive de små vokaler, youon-kana, sokuon-tsu og de historiske wi og we. Alle gængse kombinationer af hiragana og de diakritiske tegn dakuten og handakuten foreligger ligeledes som selvstændige tegn, ligesom u med dakuten, der ellers ikke bruges.
De diakritiske tegn er også medtaget som selvstændige tegn, U+3099 og U+309A. Ved hjælp af kombinationsreglerne i Unicode kan hiragana så også forsynes med diakritiske tegn, hvor man ellers ikke bruger det. U+309B og U+309C er også de to diakritiske tegn men her som selvstændige tegn og ikke til brug for kombinationer. Derudover findes der de små ka (U+3095) og ke (U+3096), der bruges til talord, og digrafen より yori (U+309F), der ofte bruges ved lodret skrift. U+3040, U+3097 og U+3098 står tomme for at give plads til eventuelle senere udvidelser.